# Romániai Magyar Írók sorozat
A Romániai Magyar Írók sorozat 1961-ben az Irodalmi Könyvkiadótól indított és 1970-től a Kriterion Könyvkiadó által folytatott könyvsorozat akkor már több mint négy évtizedes múltra visszatekintő romániai magyar irodalom maradandó értékeit közvetítette.

## Előzmények (1950-es évek)
Irodalmi örökségünk kiadói számbavétele – az 1950-es évek ideológiai korlátai között – már a Gaál Gábor kezdeményezte Haladó Hagyományaink sorozat keretében megkezdődött, de csak az 1950-es évek derekán került sor ennek az örökségnek az árnyaltabb megközelítésére Méliusz József Közelmúltunk irodalma c. 1957-es cikkében s az Utunk ezt követő Nézzünk hát szembe c. rovatában. Az 1957-58-as években bekövetkezett ideológiai megmerevedés azonban lehetetlenné tette a tanulságok kiadói hasznosítását, sőt az akkor beindított kiadások, köztük Gaál Gábor kritikái, Kelemen Lajos tanulmányai, Szentimrei Jenő önéletrajza sem jelenhetett meg a neosztálinista kultúrpolitikai irányítás beavatkozása következtében.

## RMI indulása (1960-as évek)
A  sorozatot Asztalos István hirtelen halála s műveinek ezt követő életműkiadása indította el (két kötet 1961-ben, további három 1962-ben jelent meg), s ezeket követte az 1962-ben indított Kovács György- és Nagy István-életműsorozat (mindkettejüknek 9-9 kötete jelent meg az 1980-as évek közepéig).
A Romániai Magyar Írók sorozatcímet nem viselt, ezzel a címmel csak a kiadói tervekben és később a köztudatban szerepelt. Egységét az írók monogramjából kialakított – s a grafikai tervezés következtében belső egységet mutató – írói "életműsorozatok" jelezték; a sorozat neve csak 1992-ben jelent meg a köteteken, amikor a sorozat grafikai tervezése is megújult.
Már az Irodalmi Könyvkiadónál megjelenő művek jelezték az évek múltával azt a szemléleti nyitást, amely az egész új romániai magyar irodalmi életet áthatotta: 1963-ban már megjelent Bartalis János, Tompa László és Szentimrei Jenő 1-1 kötete, 1964-ben a Molter Károlyé, 1965-ben Kuncz Aladár Fekete kolostora, 1966-ban Dsida Jenő versei Szemlér Ferenc válogatásában (az Utunk-beli vitában Dsida befogadó értékelése még indulatos kritikát váltott ki a proletkult oldalról), 1967-ben a Korunk költészetének egy nyitottabb szemléletű antológiája (Szász János válogatásában és bevezető tanulmányával) következett.
1968-ban Karácsony Benő öt kötetét (majdnem a teljes életművet) jelentette meg a kiadó, s mellette Berde Mária, Bözödi György, Kós Károly, Nagy Dániel, Olosz Lajos, Szabédi László, 1969-ben Gagyi László, Szántó György, Tabéry Géza neve jelezte (az újabb Nagy István- és Kovács György-kötetek, Markovits Rodion, Salamon Ernő, Salamon László, Szilágyi András, Simon Magda „baloldali öröksége” mellett) az irodalom értékrendjének bizonyos tágulását. Ez a kiadó akkori vezetői (Domokos Géza és Bodor Pál) által érvényesített kiadáspolitika számottevően járult hozzá ahhoz, hogy az évtized fordulójára elkészülhettek a romániai magyar irodalom első átfogó szintézisei: Sőni Pál egyetemi tankönyve, illetve Kántor Lajos és Láng Gusztáv kötete az 1944-1970-es évek romániai magyar irodalmáról.
A Romániai Magyar Írók sorozat bevezető tanulmányaiban az említett értékrendtágulás szintén nyomon követhető. A kialakult szokásnak megfelelően minden "belső" életműsorozat első kötetét az illető író egész pályáját értékelő tanulmány vezette be (a kivételeknek rendszerint politikai – a cenzúra beavatkozásával összefüggő – oka volt); e tanulmányok szerzőinek sorában találjuk Kovács Jánost (5 bevezetővel), Izsák Józsefet (5), Sőni Pált (5), Csehi Gyulát (5), Kántor Lajost (6), Dávid Gyulát (4), Szekernyés Jánost (4), de sok esetben az irodalomkritika és az esszé műfaját művelő írótársakat is (Bajor Andor, Balogh Edgár, Deák Tamás, Kacsó Sándor, Méliusz József, Mikó Imre, Szász János, Szemlér Ferenc, Szőcs István), akik mellé az 1970-es évek végétől a felnövekvő új kritikus és irodalomtörténész nemzedék csatlakozott (Cseke Péter, Egyed Péter, Gaal György, Horváth Sz. István, Inczefi Tibor, Kereskényi Sándor, Kincses Emese, Kötő József, Mózes Huba, Salamon András, Szabó Zsolt); ők sok esetben az irodalomelemzés modernebb megközelítési módjait is magukkal hozták.

## RMI (1970-es évek)
1970-től a Kriterion Könyvkiadó folytatta és átgondoltabbá tette a Romániai Magyar Írók sorozat  kiadását. Az egymást követő években felbukkanó "új nevek" (Daday Loránd, Kovács Dezső, Kemény János, Sipos Domokos, Tamási Áron, Balázs Ferenc, Makkai Sándor, Bánffy Miklós, Reményik Sándor, Gellért Sándor, Hunyady Sándor, P. Gulácsy Irén s a "baloldali örökségből" (Brassai Viktor, Korvin Sándor, Kahána Mózes) merítő, a korábbiaknál filológiailag gondozottabb kiadások mellett megindul az irodalomtörténeti dokumentum-jellegű kötetek sajtó alá rendezése (a Kemény Zsigmond Társaság levelesládáját, valamint a Helikon és az Erdélyi Szépmíves Céh levelesládáját Marosi Ildikó, Gaál Gábor leveleit Kovács Erzsébet, Kuncz Aladár leveleit Juhász András, Benedek Elek leveleit Szabó Zsolt, Petelei István leveleit Bisztray Gyula gondozta és látta el a korba is betekintést nyújtó alapos jegyzetekkel), A Korunk költészetét folytatta a Tavasz és a Magyar Szó c. 1918/19-es nagyváradi lapok, a Genius és Új Genius, valamint az aradi Periszkop antológiája, Az Erdélyi Helikon költői c. átfogó válogatás Szemlér Ferenc munkája.
A megelőző évtized Szentimrei, Molter, Gaál Gábor és Markovits Rodion kritikai írásait tartalmazó kötetei után bekerülnek a sorozatba Csehi Gyula, Jancsó Béla, Jancsó Elemér, Kuncz Aladár, Balogh Edgár, Tamási Áron, Bretter György, Földes László, Endre Károly, György Lajos kötetei, s az azokban megjelent írások a romániai magyar irodalom még árnyaltabb, sokrétűbb megközelítéséhez járultak hozzá.
1972-ben ismert írók, irodalomtörténészek bevonásával sor került a Romániai Magyar Írók sorozat addigi eredményeinek és közvetlen, illetve távlati terveinek szakmai vitájára; 1976-ban a 100., 1983-ban a 130. kötet megjelenése kapcsán a sorozattervezés kiadói gondjai is egy szélesebb nyilvánosság elé kerültek; 1980-ban a Korunk szervezett irodalmi kerekasztalt a sorozatban megjelent kötetek kapcsán a forráskiadói munka feltételeiről és feladatairól.

## RMI (1980-as évek)
1984-ben – az egész romániai magyar kultúrára nehezedő növekvő politikai nyomás közepette – a Kriterion Könyvkiadó munkája s a Romániai Magyar Írók sorozat megjelenése is egyre több, a felső ellenőrző szervek által támasztott nehézségbe ütközött: a kiadónak a terjesztéssel való kapcsolattartást is szolgáló kinyomtatott terveit és a valóságos megjelenéseket tükröző katalógusait összevetve, egyre több az eltérés.
Az 1985-1990 között meghirdetett 39 mű közül 12 mű megjelentetése maradt el, köztük a Gaál Gábor-levelezés II. kötete, Makkai Sándor Táltos királya, Gellért Sándor Levelek Tapiolába c. prózakötete, Benedek Elek regénye, az Édes anyaföldem, Bánffy Miklós Erdélyi története, Bárd Oszkár, Hervay Gizella, Létay Lajos verskötetei, sőt Nagy István önéletrajzi regényciklusának negyedik kötete, a harmincas évek végét és a bécsi döntés utáni időszakot tárgyaló Szemben az árral és Gaál Gábor kiadatlan tanulmányainak kötete.
Éveken át a cenzúra által visszadobva végül is csak 1990 után kerültek az olvasó kezébe olyan kötetek, mint az Erdélyi Fiatalok levelesládája, Molter Károly irodalmi levelezése, Benedek Elek levelezésének III., befejező kötete, Dsida Jenő próza- és levelezéskötete, sőt a Jégtörő Mátyást és a Ragyog egy csillagot, két korábban Romániában már újra kiadásra került Tamási-regényt tartalmazó kötet is, amelyet ugyanaz a cenzor dobott vissza 1989-ben, aki néhány évvel korábban kinyomtatásuk ellen nem emelt kifogást.

## RMI 1989 után
Az 1989-es fordulatot követő évek a romániai magyar könyvkiadás egészére – s így a Romániai Magyar Írók sorozat nézve is – alapvetően új helyzetet teremtettek, de továbbra is negatívan befolyásolták a sorozat "adósságainak" kiegyenlítését. Az első évben még két kötet jelent meg (egyikük az 1985-ben kinyomtatott és egy nyomdai raktárban a zúzda elől megmenekült Erdélyi Fiatalok volt), 1992-től kezdve azonban már csak évente 1-1: a Benedek Elek-levelezés III. kötete, Kacsó Sándor önéletrajzi trilógiájának a cenzúra által 1983-ban visszadobott harmadik kötete, Dsida Jenő Séta egy csodálatos szigeten c. könyve, Székely János maga válogatta verskötete, amelynek a kiadó a szerző halála után a Semmi – soha címet adta, a Tamási-sorozatnak a fent említett két regényt tartalmazó utolsó kötete, Gyallay Pap Domokostól a Vaskenyéren és válogatott elbeszélések, a Bajor Andor-életműsorozat nyitó kötete (Betűvetők becsülete. Kolozsvár-Bukarest, 1996) a Gloria Kiadóval közösen.
Majd az 1998-as év jelzett újabb fordulatot: a Deák Ferenc tervezte új felfogású borítókkal ebben az évben négy kötet jelent meg Demény Péter és Szilágyi N. Zsuzsa szerkesztésében: Hervay Gizella összegyűjtött versei (Az idő körei Balázs Imre József gondozásában), a Székely János-életműsorozatot folytató prózakötet (A másik torony Szász László bevezető tanulmányával), Páskándi Géza "püspökdrámái"-nak kötete (Erdélyi triptichon Kántor Lajos előszavával) és Kós Károly három regénye (Varjúnemzetség gyűjtő cím alatt, Szilágyi Júlia előszavával).

## Diverzifikáció
A Romániai Magyar Írók sorozat azonban időközben elvesztette kizárólagos jellegét. A romániai magyar irodalom két világháború közötti és kortárs-örökségéből Berde Mária A hajnal emberei c. regényét (a mind ez ideig kiadatlan harmadik kötettel együtt), valamint Maksay Albert egybegyűjtött verseit és prózáját az Erdélyi Református Egyházkerület Misztótfalusi Kis Miklós Sajtóközpontja jelentette meg, a Bajor-életműsorozat második kötetét (Ütünk) egyedül a Gloria Kiadó; a Mentor Kiadó adta ki sorozatban a Wass Albert-életmű köteteit, Molter Károly irodalmi publicisztikáját, Bözödi György tanulmányainak kötetét és a Zord Idő Antológiát, a Pro-Printnél jelent meg Bözöditől a Székely bánja, Makkai Sándortól a Magunk revíziója, míg a Polisnál Kányádi Sándor "egyberostált versei" (Valaki jár a fák hegyén) és műfordításai (Csipkebokor az alkonyatban), Székely János összes drámái, Bánffy Miklós emlékiratai és Erdélyi története került kiadásra (ez utóbbi az Erdélyi Református Egyházkerülettel és a Kalota Könyvkiadóval). Ez pedig meglehetősen nehéz feladattá tette a sorozat folytatását.

## Példányszám-politika
Az 1960-1980 közötti évek példányszámait vizsgálva, akadnak kiemelkedő példák (a Tamási-művek öt kötetének 167 500-as, az Ördögszekér c. Makkai Sándor-regény 45 000-es, Bánffy Miklós két kisregényének 30 000-es, Szenczei László Apáczai-regényének 24 000-es, Reményik Sándor válogatott verseinek 30 000-es, Kemény János elbeszéléskötetének 24 000-es példányszáma), de sokatmondóan növekvő az egy évben megjelent kötetek átlagpéldányszáma is: 1970-ben a 9 mű átlagpéldányszáma 1610, míg 1979-ben ugyancsak 9 műé 13 356, pedig ez utóbbi évben Makkai Sándor és Kemény János egy-egy kötete mellett olyan művek is megjelentek, mint Bretter György tanulmánykötete (4000 példány), a Helikon és az Erdélyi Szépmíves Céh levelesládája (4700 pld.), a Periszkop-antológia (2300 pld.).
1989-ben az egyetlen kötet (Bárd Oszkár Liszt c. színpadi regénye és színművei) mindössze 5000 példányt kapott, 1990 után pedig olyan helyzet állt elő, amelyben Székely János verskötetére mindössze 230 példányos összesített rendelés érkezett, amely miatt a Kriterionnak éveken át kellett halogatnia a kötet megjelentetését. És ez az alacsony példányszám az 1990-es évek általános jellemzőjeként szintén megkérdőjelezte a Romániai Magyar Írók egységes sorozatba foglalásának esélyeit.